# Elegy
Elegy es un film de drama y romance basado en una adaptación de la directora Isabel Coixet en el año 2008  de la novela 'El animal moribundo', de Philip Roth (escrita en 2001).
Los papeles principales son interpretados por Penélope Cruz y Ben Kingsley, y co-protagonizando Peter Sarsgaard, Dennis Hopper y Patricia Clarkson. El filme está situado en Nueva York, pero se filmó en Vancouver.

## Argumento

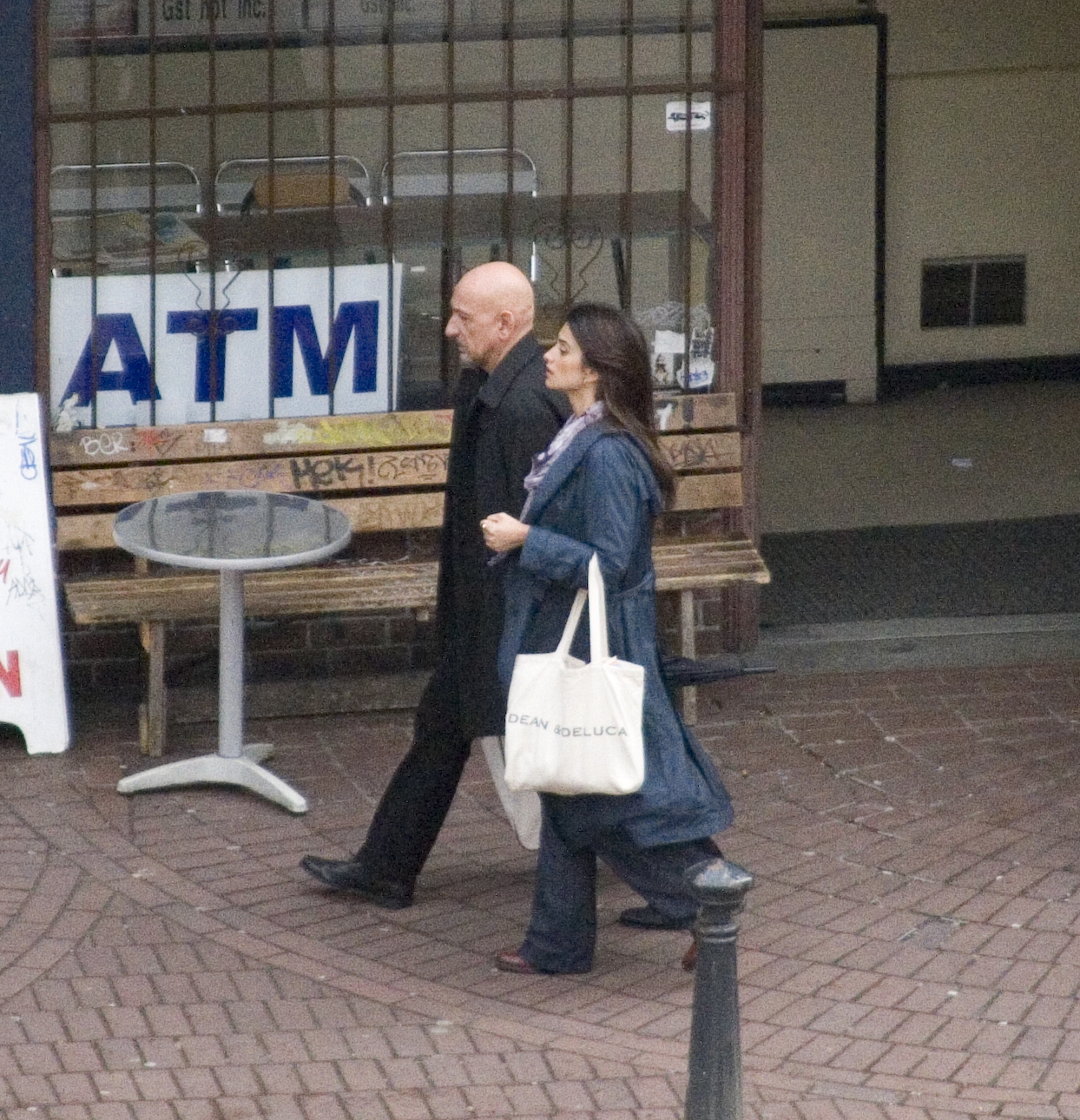
Los protagonistas Cruz y Kingsley

Los protagonistas son David Kepesh (Ben Kingsley), un senescente profesor universitario, y la hermosa estudiante Consuela Castillo (Penélope Cruz), poseedora de un sutil poder de seducción que atrae al profesor.
Kepesh es bastante maduro, divorciado y vive una soledad dura, solo tiene a un hijo quien es doctor, un par de amigos cercanos, entre ellos George, (Dennis Hopper) y a una amante ocasional que es Carolyn (Patricia Clarkson) quien solo se aparece en los festivos o cada quince días para dar un paréntesis a la soledad de Kepesh.
David Kepesh es popular en el ambiente literario y público debido a su sapiencia acerca de la cultura y la literatura;  y por sus cercanos que lo conocen por sus intensos instintos seductores, su pasión por las mujeres y por su poca tendencia de establecer lazos duraderos; pero todo esto pierde sentido cuando la cubana Consuela Castillo (Penélope Cruz) se cruza en su camino después de la fiesta de graduación.
Después del juego y la seducción, los dos protagonistas empiezan una relación de la que Kepesh parece no poder prescindir. Pero al año y medio de relación pasional, los celos y el miedo al súbito abandono traicionan a Kepesh, que es algo más inseguro de lo que aparenta. Además, en las diarias conversaciones con su amigo George Kepesh se va influenciando por los consejos y puntos de vista que emite este, quien pronostica que la relación entre Consuela y David no tiene futuro y que solo debe aprovecharla al máximo mientras dure. Kepesh, también debido a sus miedos, no interpreta o no oye los mensajes en contrario que Consuelo le entrega en sus conversaciones acerca de un futuro entre ellos.
Todo esto desemboca en que Kepesh alimenta un miedo paranoico atroz a ser dejado por Consuela, en resumen miedo al desamor y al rechazo. La pareja se distancia cuando Consuelo intenta presentarlo a su círculo social, otra señal que Kepesh desestima. Kepesh odia admitir que se ha enamorado; pero ya ha hecho daño en la relación sin quererlo, Consuelo no lo llama más ni vuelven a verse después del desaire. Kepesh vuelve a la vida y a la zona de confort que tenía antes de Consuelo pero no la olvida y sus sentimientos permanecen en su alma torturándolo día tras día, momento tras momento.
Sin superar el tener que estar solo, sin Consuela, David Kepesh se refugia en su profesión y su relación casual con Carolyn.
Dos años después y tras afrontar la muerte de su mejor amigo George, Consuelo aparece en su apartamento para incredulidad de Kepesh y ella se presenta con una petición que hacerle y una noticia: ella tiene cáncer de mama.

## Reparto
- Penélope Cruz como Consuela Castillo
- Ben Kingsley como David Kepesh
- Dennis Hopper como George O'Hearn
- Patricia Clarkson como Caroline
- Peter Sarsgaard como Kenneth Kepesh
- Deborah Harry como Amy O'Hearn
- Charlie Rose como él mismo
- Antonio Cupo como Younger Man
- Michelle Harrison como segunda estudiante
- Sonja Bennett como Beth
- Chelah Horsdal como Susan Reese

## La crítica
Elegy obtuvo unas valoraciones por parte de la crítica muy variadas. Argumentos en contra y argumentos a favor. Isabel Coixet ha destacado siempre por tener seguidores y detractores, gente que admira su estilo y gente que no lo soporta.
Algunas muestras de las críticas más significativas que aparecieron en los medios de comunicación de España y en un medio norteamericano reconocido son: «Hay muy pocas cosas agradables que encontrar en esta película (...) Tampoco hay mucha sustancia, pese a que se basa en "The Dying animal", una brutal novela de Philip Roth». Manohla Dargis: The New York Times
«Insuficiente adaptación de Philip Roth. (...) Coixet muestra abusivas secuencias de enamorados. (...) no me deja poso sentimental, no me altera ninguna fibra». Carlos Boyero: El País
«Película de sentimiento desbordante, de una sexualidad calculada y de un romanticismo erudito. (...) ideas y reflexiones proyectadas en todo momento en la sexualidad y la carnalidad de los protagonistas, ambos realmente muy eficaces y entregados». E. Rodríguez Marchante: Diario ABC
«Coixet sin duda ha presentado aquí en la Berlinale, su mejor película». Sergi Sánchez: Diario La Razón
«El animal moribundo está lejos de ser una buena novela; Elegy está cerca de ser una excelente película. (...) la adquisición panegírica y la lujuria con tendencia a lo grotesco han dejado paso al romanticismo y la delicadeza». Javier Ocaña: El País
«Encuentra una forma demoledoramente elegante de afrontar temas tan delicados (...) y también de bordear algunas situaciones incómodas (...) todo encaja con maravillosa armonía». Alberto Bermejo: El Mundo

## Premios
Elegy obtuvo varias nominaciones en diferentes festivales y obtuvo dos premios:
- , para Penélope Cruz como mejor actriz
- , Penélope Cruz como mejor actriz.

Otras nominaciones
- London Critics Circle Film Awards (2009) Nominación al mejor actor británico del año para Ben Kingsley.
- Satellite Awards (2008) nominación a mejor actriz para Penélope Cruz y mejor guion adaptado a pantalla para Nicholas Meyer